# Rushville (Illinois)
Rushville es una ciudad ubicada en el condado de Schuyler en el estado estadounidense de Illinois. En el Censo de 2010 tenía una población de 3192 habitantes y una densidad poblacional de 746,03 personas por km².

## Geografía
Rushville se encuentra ubicada en las coordenadas 40°7′12″N 90°34′00″O / 40.12000, -90.56667. Según la Oficina del Censo de los Estados Unidos, Rushville tiene una superficie total de 4.28 km², de la cual 4.28 km² corresponden a tierra firme y (0%) 0 km² es agua.

## Demografía
Según el censo de 2010, había 3192 personas residiendo en Rushville. La densidad de población era de 746,03 hab./km². De los 3192 habitantes, Rushville estaba compuesto por el 95.24% blancos, el 3.2% eran afroamericanos, el 0.22% eran amerindios, el 0.28% eran asiáticos, el 0% eran isleños del Pacífico, el 0.53% eran de otras razas y el 0.53% pertenecían a dos o más razas. Del total de la población el 1.5% eran hispanos o latinos de cualquier raza.